# Richard von Schubert
Louis Theodor Richard von Schubert (Posen, 19. travnja 1850. – Marburg, 13. svibnja 1933.) je bio njemački general i vojni zapovjednik. Tijekom Prvog svjetskog rata zapovijedao je 7. i 8. armijom na Istočnom i Zapadnom bojištu.

## Vojna karijera
Richard von Schubert rođen je 19. travnja 1850. u Posenu (danas Poznanj u Poljskoj). Svoju vojnu karijeru započeo je 1867. godine, te je sudjelovao u Prusko-francuskom ratu u kojem je odlikovan Željeznim križem. Nakon služenja u Glavnom stožeru kao stožernog časnika i zapovijedanja s više artiljerijskih brigada, 1902. godine promaknut je u čin general poručnika, te dobiva zapovjedništvo nad 39. divizijom smještenom u Colmaru (tada u sastavu Njemačkog carstva). Godine 1906. postaje zapovjednikom tvrđave Ulm, da bi 1907. posao glavnim inspektorom topništva, te unaprijeđen u čin generala topništva.

## Prvi svjetski rat
Na početku Prvog svjetskog rata Schubertu je dodijeljeno zapovjedništvo nad XIV. pričuvnim korpusom koji se nalazio na Zapadnom bojištu u sastavu 7. armije pod zapovjedništvom Josiasa von Heeringena. Ubrzo međutim, u rujnu 1914. godine, Schubert je premješten na Istočno bojište gdje dobiva zapovjedništvo nad 8. armijom zamijenivši na tom mjestu Paula von Hindenburga koji je pak postao zapovjednikom 9. armije. Schubert je navedenom armijom zapovijedao manje od mjesec dana jer se odmah sukobio s Hermannom von Francoisom zapovjednikom I. korpusa oko vođenja rata na Istočnom bojištu. 
U listopadu 1914. vraća se ponovno na Zapadno bojište gdje dobiva zapovjedništvo nad XXVII. pričuvnim korpusom koji se nalazio u sastavu 4. armije kojom je zapovijedao vojvoda Albrecht. Sa XVII. pričuvnim korpusom Schubert zapovijeda sve do kolovoza 1916. godine kada postaje zapovjednikom 7. armije zamijenivši na tom mjestu Josiasa von Heeringena. Istodobno, 28. kolovoza 1916. odlikovan je ordenom Pour le Mérite za zapovijedanje u borbama na rijeci Aisne. U siječnju 1917. Schubert je promaknut u čin general pukovnika, da bi dva mjeseca kasnije u ožujku 1917. bio stavljen u pričuvu.

## Poslije rata
Schubert do kraja rata nije dobio novo zapovjedništvo. Nakon umirovljenja živio je do svoje smrti u Marburgu gdje je i preminuo 13. svibnja 1933. godine.

## Vanjske poveznice
(engl.) Richard von Schubert na stranici Prussianmachine.com

(njem.) Richard von Schubert na stranici Deutschland14-18.de  Arhivirana inačica izvorne stranice od 5. ožujka 2016. (Wayback Machine)
| Prethodnik:         | Zapovjednik 8. armije Richard von Schubert | Nasljednik:          |
| Paul von Hindenburg | Zapovjednik 8. armije Richard von Schubert | Hermann von Francois |

| Prethodnik:          | Zapovjednik 7. armije Richard von Schubert | Nasljednik:   |
| Josias von Heeringen | Zapovjednik 7. armije Richard von Schubert | Max von Boehn |